# Sidsel Endresen

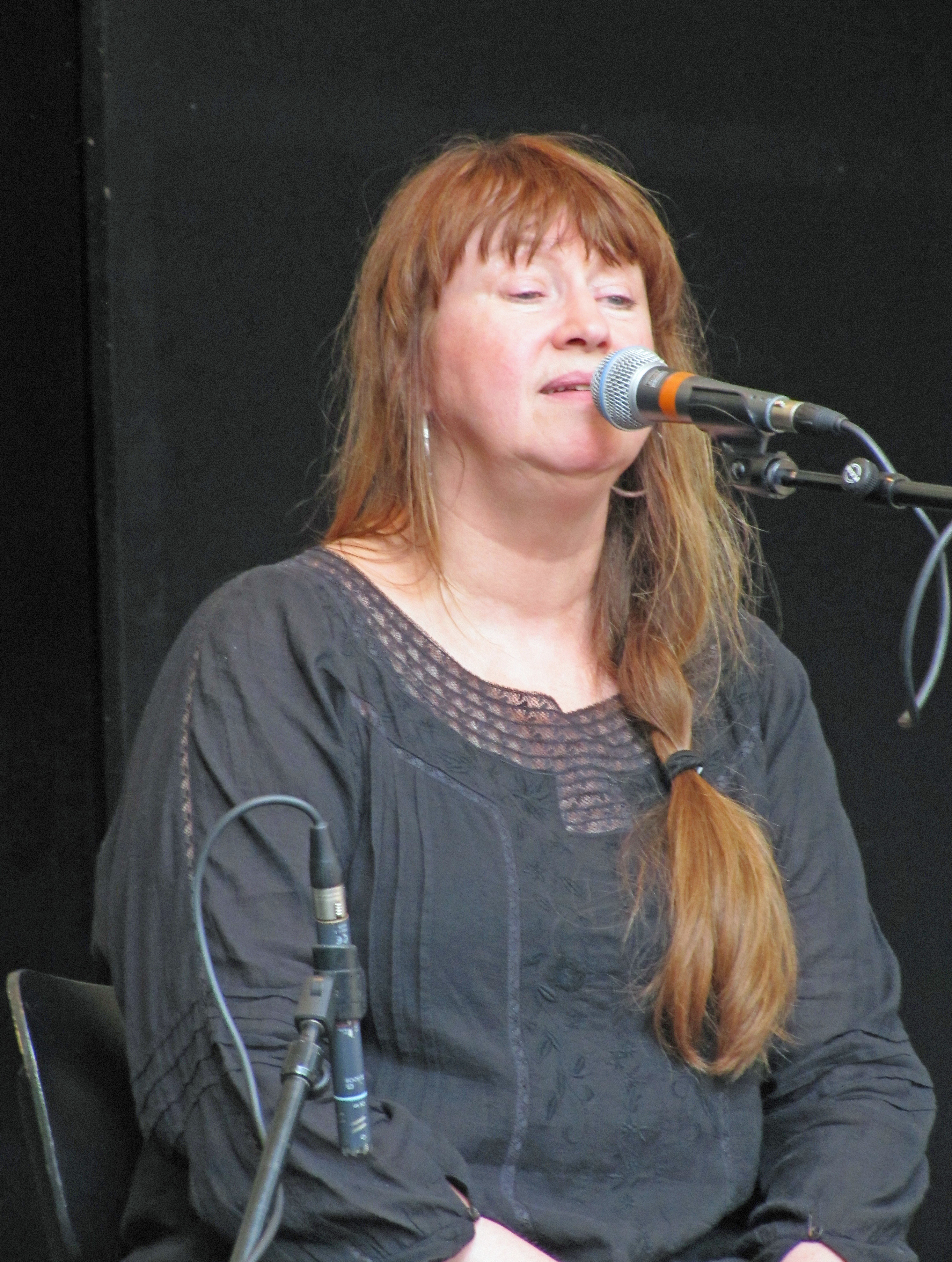
2010 in Frankfurt am Main

Sidsel Endresen (* 19. Juni 1952 in Trondheim) ist eine norwegische Jazzsängerin. Ihr Gesangsstil kann als lautmalerisch und experimentell beschrieben werden.

## Leben
Endresen begann 1978 an der Universität in Oslo die Fächer Englisch und Anthropologie zu studieren, nachdem sie als Kind und junge Erwachsene jeweils vier Jahre in England verbracht hatte. Sie gründete die Sidsel Endresen Band und machte sich in der lokalen Osloer Musikszene einen Namen. 1980 lud sie die Sängerin Radka Toneff zu einem Workshop der norwegischen Jazzföderation ein, wo sie den Gitarristen Jon Eberson kennenlernte. Zwischen 1980 und 1987 trat sie in der Rolle als Sängerin und Texterin in dessen Formation Jon Eberson Group auf, deren Musik sich im Spannungsfeld von Jazzrock, Rhythm & Blues und Soul bewegte. Der Gewinn zweier Spellemannprisen machte sie überregional in der Jazzszene Norwegens bekannt.
Zunächst mit einem Plattenvertrag bei dem deutschen Jazzlabel ECM von Manfred Eicher ausgestattet, begann 1989 die Solokarriere von Sidsel Endresen. ECM veröffentlichte die Alben So I Write (1990) und Exile (1994). Beide Male wurde sie von Django Bates, Jon Christensen und dem jungen Trompeter Nils Petter Molvær begleitet. Beim zweiten Album kamen noch David Darling und Bugge Wesseltoft als Begleitmusiker hinzu. Sidsel Endresen, deren Musik nun mehr Raum für Improvisation und Experimentierfreude bot, entwickelte in dieser Zeit ihren eigenen lautmalerischen Stil, der sie über die norwegischen Landesgrenzen hinweg bekannt macht. Mit dem norwegischen Keyboarder Bugge Wesseltoft im Duo veröffentlichte Sidsel Endresen drei weitere, weltweit gewürdigte Aufnahmen – Nightsong (1994), Duplex Ride (1998) und Out Here. In There (2002). Parallel hierzu trat Sidsel Endresen zwischen 1995 und 1999 mit dem frei improvisierenden Gesangstrio ESE – zusammen mit Elin Rosseland und Eldbjørg Raknes – auf. 1999 komponierte sie zusammen mit Rolf Wallin die Einpersonen-Oper Lautleben, welche in Ultima (1999), Bergen (2000), Stockholm (2001) und in Großbritannien (2001) zur Aufführung kommt. Zwischen 2000 und 2002 tourte sie mit dem Soloprojekt Undertow durch Europa. Hinzu kamen Auftragsarbeiten für diverse europäische Festivals, Bühnen- und Tanzprojekte sowie die Filmmusik für Expedition (2000) von Runi Langum. Zusammen mit dem norwegischen Pianisten Christian Wallumrød veröffentlichte Sidsel Endresen 2004 die CD Merriwinkle und bestritt eine Tournee, teilweise verstärkt um den elektronischen Soundtüftler und Produzenten Helge Sten. Auf dem Moers Festival 2007 trat sie mit dem elektroakustischen Duo Humcrush (Ståle Storløkken – keyb, electr, Thomas Strønen – dr, electr) auf (mit dem 2011 das Album Ha! veröffentlicht wurde); im Oktober 2007 spielte sie in der Formation Das Mollsche Gesetz von Udo Moll, Sebastian Gramss und Matthias Muche. Mit Bram Stadhouders und Jim Black entstand das Album Bell Time (2011), mit Jan Bang, Erik Honoré, David Sylvian und Arve Henriksen Uncommon Deities (2012). In den letzten Jahren war sie häufig mit Stian Westerhus unterwegs, mit dem sie auch zwei Alben bei Rune Grammofon veröffentlichte. 2013 wurde sie von Claudio Puntin zusammen mit Samuel Rohrer und Skúli Sverrisson zum von Martina Taubenberger gegründeten Festival Tonspuren Irsee eingeladen.

## Auszeichnungen
Endresen erhielt 1981 einen Spellemannprisen in der Kategorie Rock zusammen mit Jon Eberson, mit dem sie 1984 einen weiteren Spellemannprisen erhielt. 1993 wurde sie mit dem erstmals vergebenen Radka Toneff Minnepris geehrt. 1998 und 2002 folgten weitere Spellemannprisen in der Offenen Kategorie zusammen mit Bugge Wesseltoft. 2000 wurde sie mit dem Buddyprisen ausgezeichnet. 2015 erhielt sie den Hauptpreis des Künstlerinnenpreises NRW, der ihr Gesamtwerk auszeichnet.

## Diskografie

### Solo
- 1990 – So I Write
- 1994 – Exile
- 2000 – Undertow
- 2006 – One

### Mit der Jon Eberson Group
- 1981 – Jazzrock
- 1981/82 – Polarities
- 1983 – City visions
- 1985 – Stories
- 1987 – Pigs and poetry

### Mit Bugge Wesseltoft
- 1994 – Nightsong
- 1998 – Duplex Ride
- 2002 – Out Here. In There

### Mit ESE
- 1999 – GACK

### Mit Christian Wallumrød
- 2004 – Merriwinkle

### Mit Stian Westerhus
- 2012 – Didymoi Dreams
- 2014 – Bonita

### Andere Projekte
- 1995 – Kullboksrytter (mit «Out to Lunch» & «Norwegian String Quartet»)
- 2001 – Different Rivers (mit Trygve Seim)
- 2002 – ...The Rest Is Rumours (mit Pål Thowsen, Jon Eberson und Steinar Sønk Nickelsen)
- 2005 – Sing Me Something (mit «Ensemble du Verre»)
- 2007 – Crime Scenes
- 2010 – And Poppies from Kandahar (mit Jan Bang)
- 2011 – Ha! (Rune Grammofon) (mit Humcrush)